# NIC-34B
La NIC-34B  es una importante carretera nacional clasificada como troncal principal en Nicaragua. Esta vía comienza en el Sur, conectándose con la NIC-62/NN-211 a la altura de Las Salinas, Departamento de Rivas y culmina en el municipio de San Rafael del Sur en el departamento de Managua. 

## Extensión
Con una extensión de 7,34 millas (11,8 km), la NIC-34B juega un rol clave en la conectividad y transporte de la región.